# غريد أوتوسبورت
غريد أوتوسبورت (بالإنجليزية: GRID Autosport)‏ ، هي لعبة فيديو إلكترونية من نوع سباقات السيارات ، نشرها شركة كودماسترز البريطانية سنة 2014م ، وتتنوع السيارات المرخصة مثل مركبات شركات فورد وفيراري وغيرها.